# فطيمي

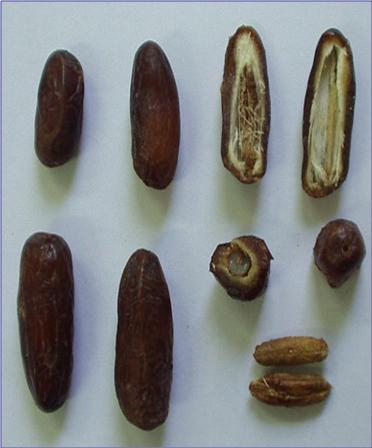
فطيمي أو عليق

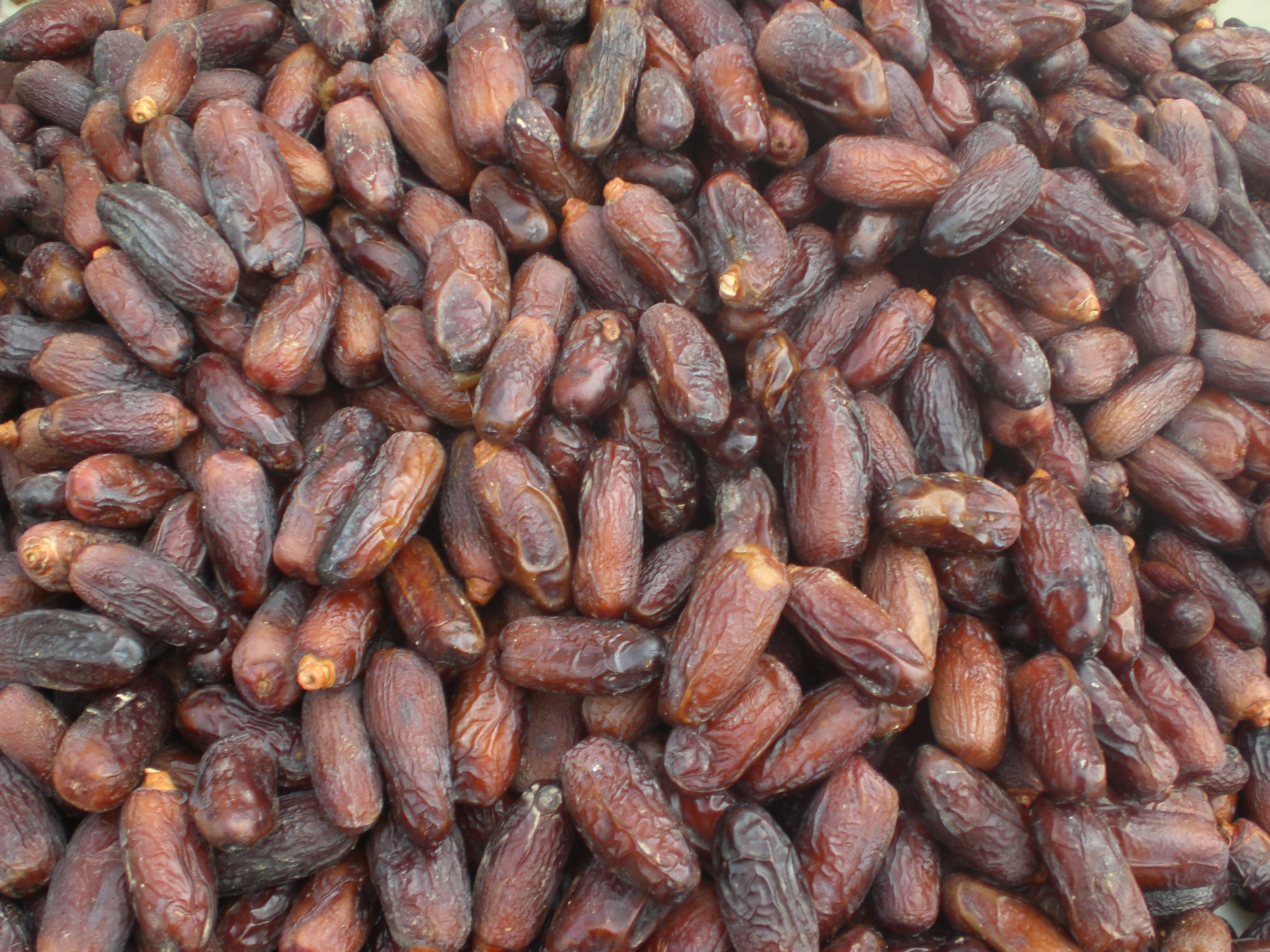
تمر الفطيمي

الفطيمي أو العليق وهو من أحسن أصناف التمور التونسية والجزائرية ويأتي مباشرة بعد صنف الدقلة أو دقلة نور، غير أن للفطيمي لونا داكنا، كما أن له نكهة خاصة فيها شيء من الحموضة، وهو صالح للخزن ولا يؤثر النقل على نوعيته. 
أما نخيله فيتميز بلون سعفه الأخضر الداكن، وعذقه البرتقالي الذي يميل إلى الأحمر.

## بين الفطيمي والدقلة
يبدو أن صنف الفطيمي سبق من حيث ظهوره وانتشاره صنف الدقلة، وكان معروفا بمختلف أسواق البلاد التونسية، وقد أدخل كمكون في الحلويات التقليدية وعلى رأسها المقروض. يكثر نخيل الفطيمي في الواحات القديمة بولايتي قبلي وتوزر كما يوجد بواحات سوف، غير أن الفلاحين اتجهوا نحو تعويضه بالدقلة، نظرا لارتفاع ثمنها في الأسواق الداخلية والعالمية. 

## معرض صور

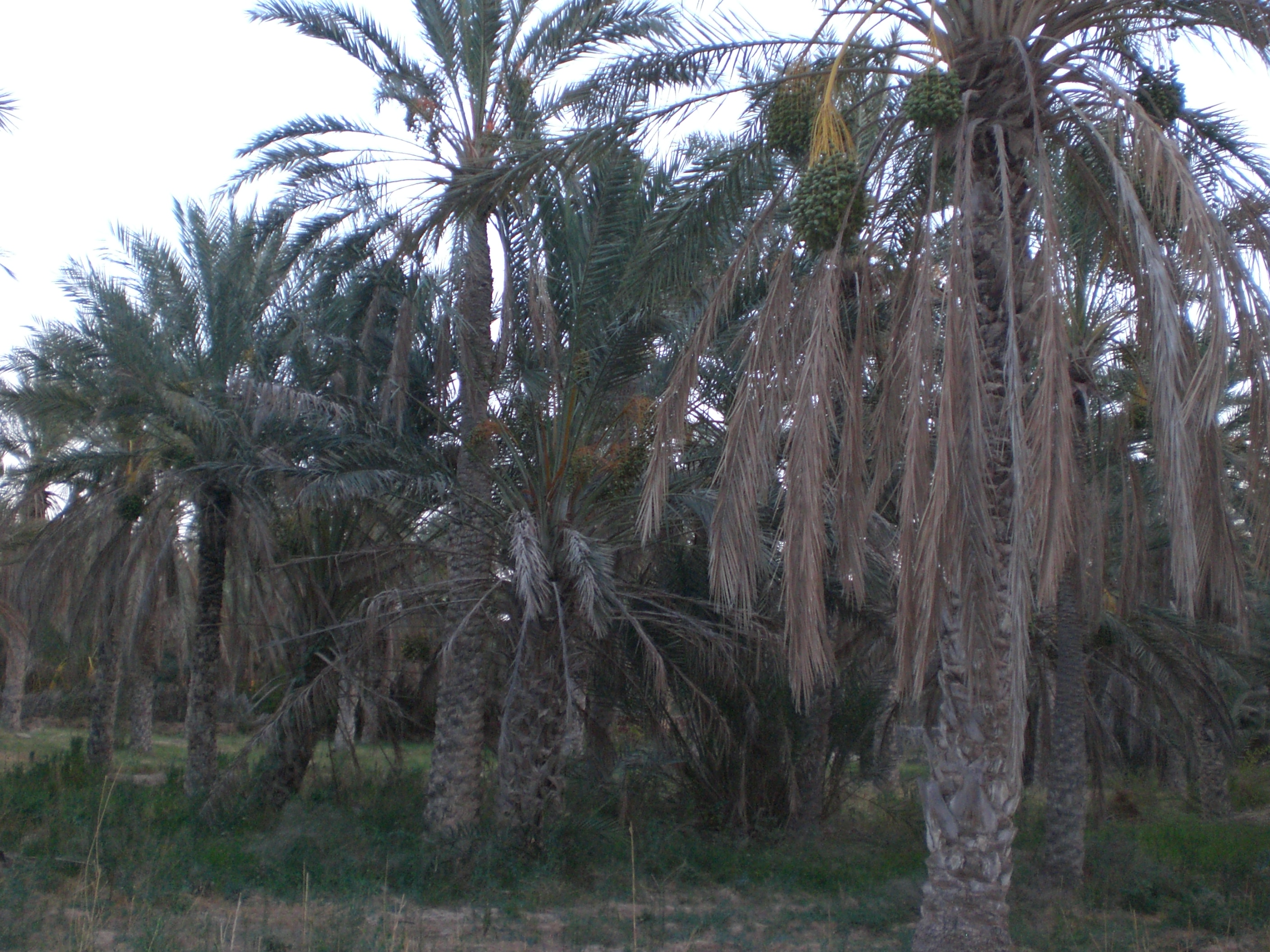
بستان من نخيل بواحة قبلي بالجنوب التونسي، الفطيمي في الوسط
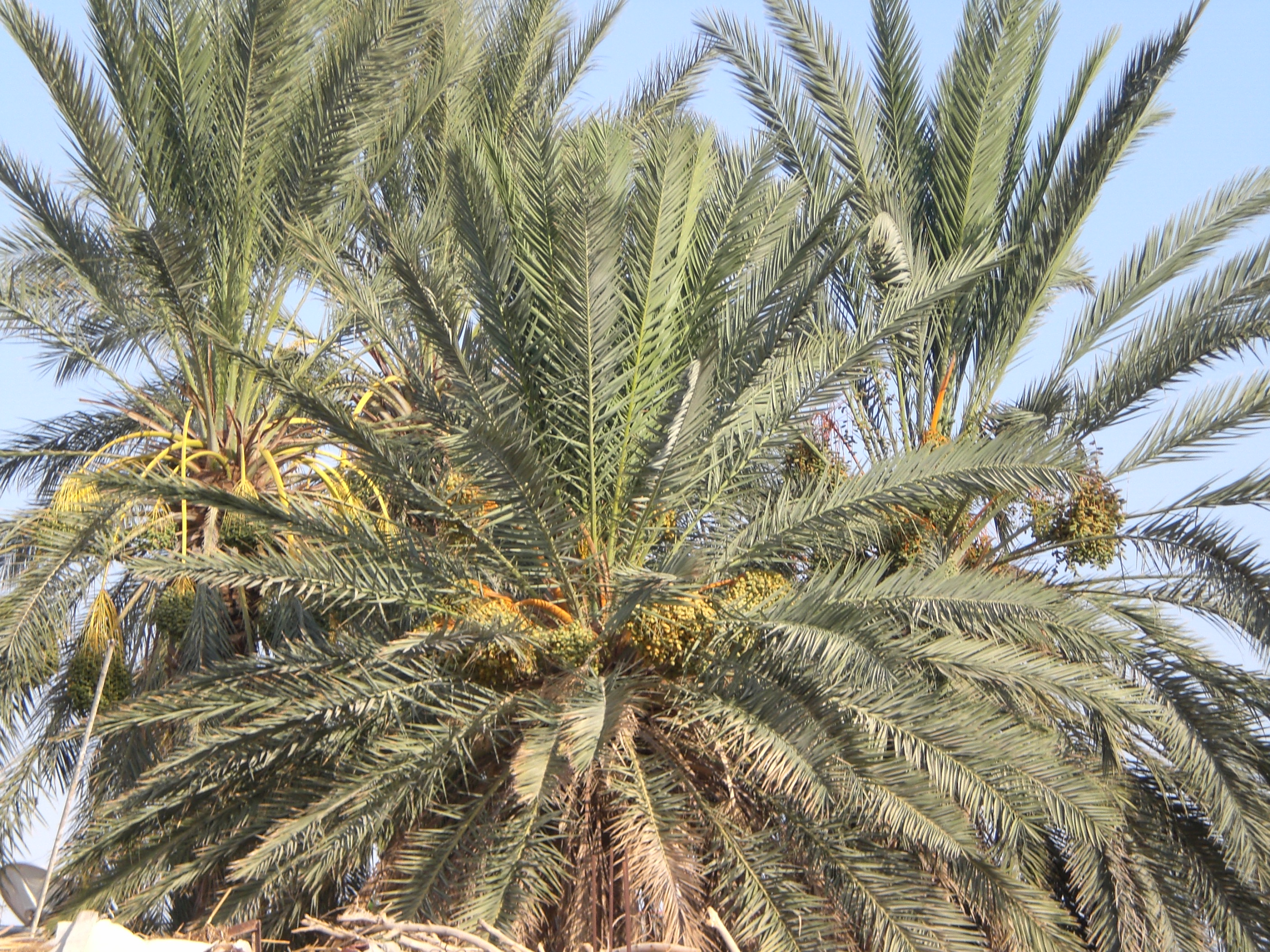
ثلاث نخلات، اليسرى منها نوع دقلة واليمنى نوع فطيمي
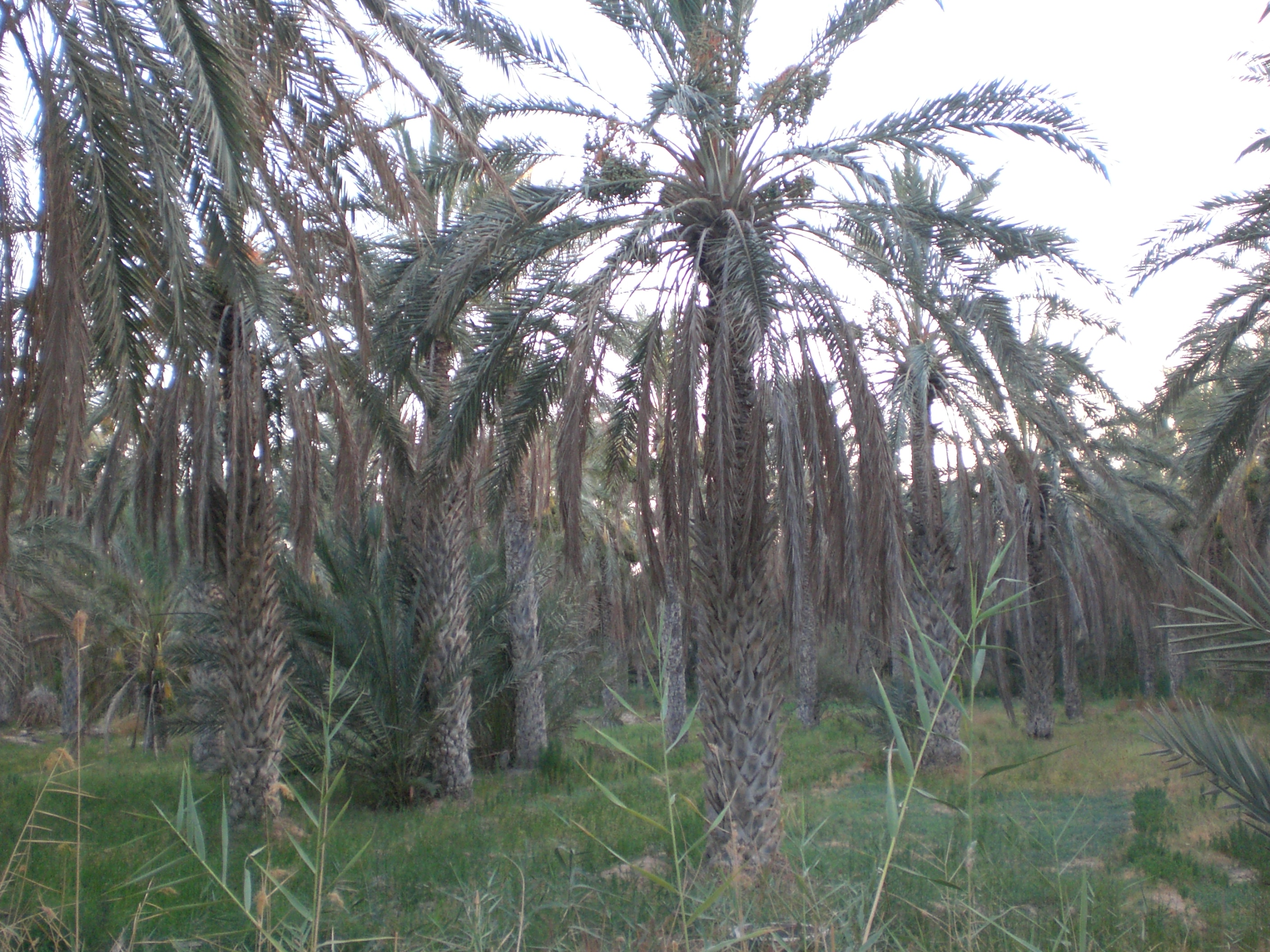
بستان من نخيل الفطيمي-واحة قبلي-تونس